# 大伴村
大伴村（おおともむら）は、大阪府南河内郡にあった村。現在の富田林市中心部の東方、石川右岸にあたる。

## 地理
- 河川 ： 石川、千早川

## 歴史
- 1889年（明治22年）4月1日 - 町村制の施行により、石川郡南大伴村・板持村・山中田村・北大伴村・別井村の区域をもって発足。
- 1896年（明治29年）4月1日 - 所属郡が南河内郡に変更。
- 1935年（昭和10年）6月30日 - 集中豪雨により佐備川、東条川の堤防が決壊[1]。
- 1942年（昭和17年）4月1日 - 富田林町・新堂村・喜志村・川西村・錦郡村・彼方村と合併し、改めて富田林町が発足。同日大伴村廃止。大字板持を東板持に改称。